# Nowa Wola Gołębiowska
Nowa Wola Gołębiowska – dzielnica w północnej części Radomia.
Można tam dojechać autobusem linii nr 18. Na jej terenie znajduje się osiedle domów jednorodzinnych. Na terenie osiedla znajduje się elektrownia, usytuowana przy ul. Gajl, miejska oczyszczalnia ścieków i linia kolejowa w kierunku Warszawy.
Osiedle powstało na terenie dawnych wsi Nowa Wola Gołębiowska i Stara Wola Gołębiowska.
Przez osiedle przepływa rzeka Pacynka, która na tym samym osiedlu wpada do Mlecznej, największej rzeki Radomia.
Wierni Kościoła rzymskokatolickiego należą do parafii Podwyższenia Krzyża Świętego w Radomiu.